# William Donovan

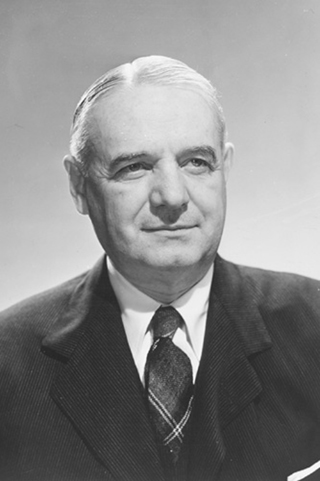
William Donovan

William Joseph "Wild Bill" Donovan (Buffalo, New York, 1 januari 1883 – Washington, 8 februari 1959) was een Amerikaans generaal, advocaat, diplomaat en geheim agent, stichter van de Office of Strategic Services (OSS) en van de Central Intelligence Agency (CIA). Zijn standbeeld staat in het hoofdkwartier van de CIA in Langley (Virginia).

## Levensloop
Donovan had als ouders Timothy Donovan en Anna Letitia Lennon, de als Amerikanen geboren kinderen van katholieke Ierse immigranten. De Lennons kwamen uit Ulster, de Donovans uit County Cork. Timothy werkte als intendant bij de spoorwegen en vervolgens als secretaris van de begraafplaats 'Heilig Kruis'. Na William kwamen nog twee jongens en twee meisjes het gezin aanvullen. Zij groeiden op tot in de volwassenheid, terwijl er nog enkele kinderen in hun vroege kinderjaren overleden.
William liep school in het Sint-Jozefscollege. Hij was er goed in voetballen, speelde toneel en werd laureaat in een welsprekendheidstoernooi. Hij begon met studies aan de katholieke universiteit en seminarie Niagara University. Na geaarzeld te hebben of hij zou priester worden, koos hij voor een juridische loopbaan.
Hij verhuisde naar Columbia University, waar hij zich een ruimer wereldbeeld kon vormen dan binnen een uitsluitend katholieke omgeving. Hij interesseerde er zich voor de protestantse en joodse godsdiensten. Hij werd actief in studentenverenigingen, schreef zich in bij de universitaire roeiclub, won opnieuw een prijs voor welsprekendheid, werd een held in het voetbal en werd in het laatste jaar in 1905 tot een van de knapste studenten van zijn promotiejaar verkozen.
Na de twee jaar die leidden tot bachelor of arts, studeerde hij twee jaar rechten, met Franklin Delano Roosevelt als jaargenoot. Afgestudeerd, werd hij in 1909 partner in het advocatenkantoor Love & Keating in Buffalo. In 1911 opende hij een eigen kantoor samen met een Columbia jaargenoot, Bradley Goodyear. In 1914 vond een fusie plaats en het kantoor heette voortaan Goodyear & O'Brien. Vanaf 1912 ging Donovan op in militaire activiteiten als commandant van een cavaleriebataljon binnen de New York National Guard. De eerste opdracht bestond erin om in Texas de grens te gaan verdedigen tegen de aanvallen van de Mexicaanse avonturier Pancho Villa. Dit bracht er Donovan toe militaire strategie en gevechtstactieken te bestuderen. Hij was ondertussen in 1914 in Buffalo getrouwd met de erfdochter Ruth Rumsey.
In 1916 verbleef Donovan enkele weken in Berlijn, in opdracht van de Rockefeller Foundation, met als doel de regeringen in Duitsland en het Verenigd Koninkrijk ervan te overtuigen om zendingen van voedsel en kledij toe te laten naar België, Servië en Polen. In juli keerde hij terug naar de Verenigde Staten en trok opnieuw met zijn cavalerieregiment naar Texas om er onder generaal John J. Pershing verder Pancho Villa te bestrijden. Tot majoor gepromoveerd, keerde hij naar Buffalo terug en voegde zich bij de "Fighting Irish Regiment", die begon te trainen voor de verwachte intrede van de Verenigde Staten in de Eerste Wereldoorlog. De latere generaal Douglas MacArthur was er stafchef. Ondertussen waren Donovans zoon David (1915-1999) en zijn dochter Patricia (1917-1940) geboren.

## Eerste Wereldoorlog

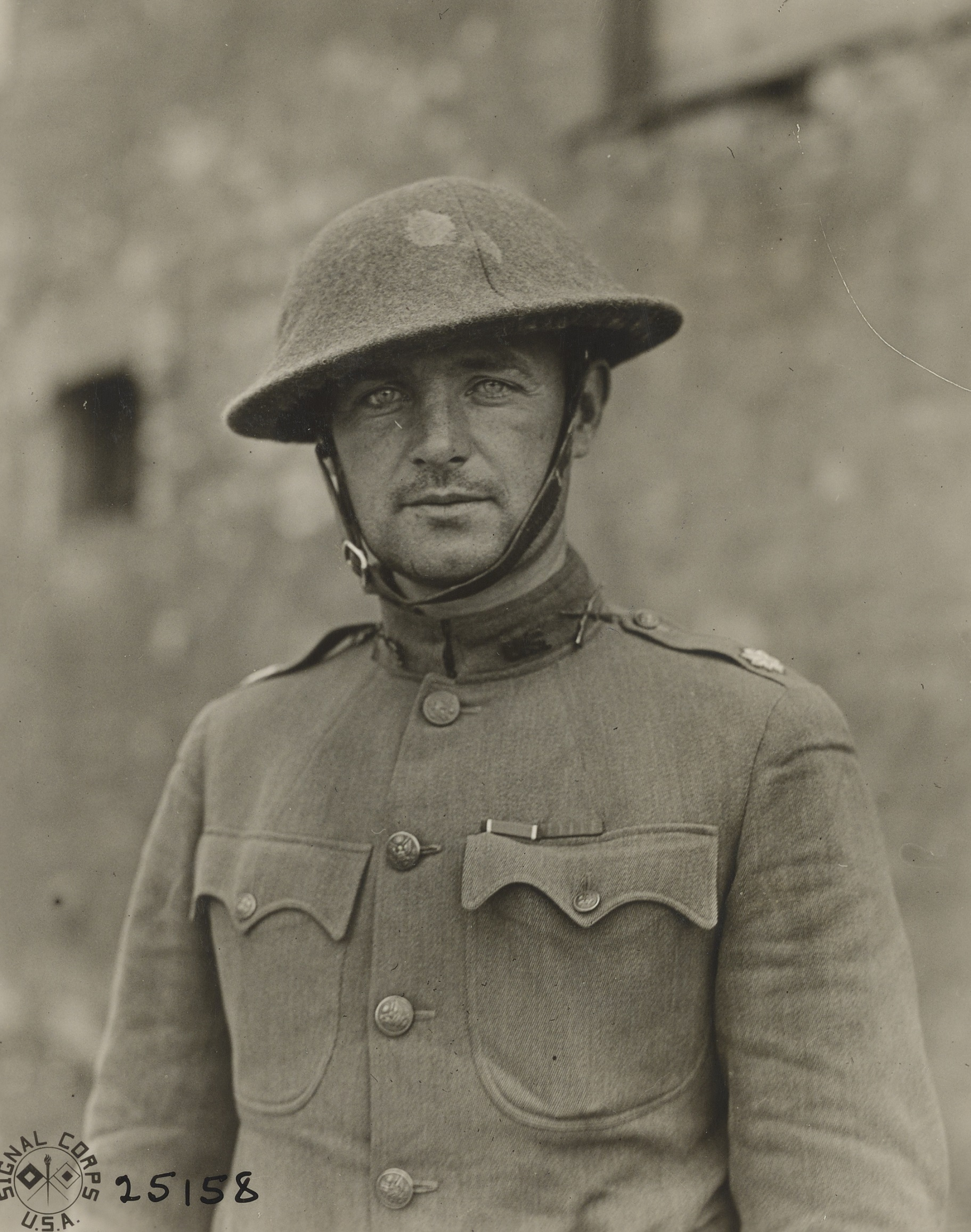
Luitenant-kolonel Donovan aan het front in 1918

Toen in 1917 de Verenigde Staten aan Duitsland de oorlog verklaarden, voerde majoor Donovan een bataljon aan. Terwijl hij in Frankrijk meevocht werd hij gekwetst door een schrapnel en ook getroffen door een gasaanval. Zijn activiteiten maakten dat hij de Croix de guerre en de Distinguished Service Cross ontving. Het waren zijn vaak nogal roekeloze daden tijdens die oorlog, die hem de bijnaam Wild Bill opleverden.
Op 14-15 oktober 1918 nam hij met het 165e Regiment deel aan gevechten bij Landres-et-Saint-Georges. Hij werd getroffen door een kogel in de knie, maar bleef zijn manschappen verder aanvoeren. Na de Wapenstilstand van 11 november 1918 bleef hij, met de graad van kolonel, nog enkele maanden bij de bezettingstroepen in Duitsland om, in april 1919 naar New York terug te keren. Hij wees een aanbod af van politieke activiteit en keerde naar Buffalo terug om er weer zijn beroep van advocaat uit te  oefenen.

## Het Interbellum
In 1920 ging hij met zijn echtgenote op reis naar China, Korea en Japan. Onder het mom van een vakantiereis ging het om zijn eerste belangrijke informatiereis om gegevens over deze landen te verzamelen. Nadien reisde hij ook nog door Siberië tijdens de Russische burgeroorlog. Hij bleef verder als advocaat actief, maar reisde toch ook nog uitgebreid door Europa om er informatie te verzamelen aangaande het internationaal communisme en weldra ook het nazisme.
Hij werd in 1924 benoemd tot procureur voor de staat New York en liet zich als een forse verdediger van de wet kennen. Hij kreeg vooral bekendheid als strenge handhaver van de wet op de prohibitie. In 1924 benoemde president Warren G. Harding de Columbia professor Harlan Stone tot minister (Attorney General) van Justitie en Donovan tot zijn assistent, belast met misdaadbestrijding. Hij bleef wel nog advocaat en verdeelde zijn tijd tussen Buffalo en Washington. In die periode leerde hij de directeur van de FBI, J. Edgar Hoover, kennen en weldra werd hun relatie conflictueus.
In 1925 werd Stone benoemd tot rechter in het Hooggerechtshof en Donovan werd benoemd aan het hoofd van het departement 'antitrust'. Aangezien de opvolger van Stone, John Garibaldi Sargent, veelvuldig afwezig was, trad Donovan vaak als de de-facto-minister van Justitie op. In 1929 verhuisde hij naar New York en richtte er een nieuw advocatenkantoor op onder de naam Donovan, Leisure, Newton & Irvine. Hij kende succes, ondanks de economische crisis. In 1932 bekende hij dan toch politieke kleur en werd republikeins kandidaat voor de opvolging van Franklin Delano Roosevelt als gouverneur van de staat New York. Hij verloor echter tegen de democratische kandidaat.

## Inlichtingen verzamelen
Vanaf de jaren twintig begon Donovan zich te interesseren voor intelligence, in de zin van het verzamelen van inlichtingen. Hij maakte weldra deel uit van een informele groep van Amerikaanse ondernemers en juristen die inlichtingen  verzamelden over wat wereldwijd gebeurde. Donovan reisde veel in Europa en Azië. Hij kreeg weldra reputatie als kenner van internationale zaken en toestanden. 
Hij ontmoette politici en regeringsleiders, onder wie Benito Mussolini, die hem toelating verleende om in Ethiopië de Italiaanse krijgsverrichtingen te gaan gadeslaan. Ook in Duitsland had hij contacten met naziprominenten. Het belette niet dat hij publiek sterke kritiek uitoefende op Hitler, Mussolini en Stalin. Hij zette ook zijn eerste stappen om zijn Joodse relaties in Europa te beschermen tegen de nazi's.

## Tweede Wereldoorlog
In die jaren kwam hij tot de overtuiging dat een tweede wereldoorlog onvermijdelijk was. Hij begon over zijn buitenlandse ervaringen te communiceren met zijn vroegere medestudent Roosevelt. Ondanks hun uiteenlopende politieke opvattingen konden ze in vertrouwen met elkaar praten. Roosevelt beschouwde hem weldra als een belangrijke bondgenoot en adviseur. Daarbij werd Donovan iemand met nationale bekendheid toen Warner Brothers begin 1940 de film The Fighting 69th uitbracht, die gewijd was aan zijn oorlogsdaden.
Nadat Duitsland en de Sovjet-Unie, Polen binnenvielen en de Tweede Wereldoorlog begon, maakte Roosevelt stilaan aanstalten om de Verenigde Staten op oorlogsvoet te plaatsen. Donovan had de gebeurtenissen voorspeld en wilde graag een bijdrage leveren in wat komen zou. Roosevelts vertrouwen in hem groeide nog en hij vertrouwde hem verschillende opdrachten toe. Zo stuurde hij hem in 1940 en 1941 naar Engeland om er de Britse weerstand te beoordelen en na te gaan of ze de Duitse agressie konden weerstaan.
Donovan ontmoette de belangrijkste Britse verantwoordelijken en had zelfs lunch met koning George VI. Hij bouwde vooral een uitstekende relatie op met Winston Churchill en hij keerde naar de Verenigde Staten terug met een optimistisch oordeel over de Britse kansen. Hiermee verkondigde hij een mening die volledig tegengesteld was aan die van de defaitistische ambassadeur Joseph Kennedy. In Engeland maakte hij ook kennis met de geheime inlichtingendiensten van de Britten en vatte het idee op een gelijkaardige organisatie op te zetten in America. Hij adviseerde met klem dat Roosevelt alle mogelijke hulp aan de Britten zou verlenen, en die belastte er hem mee de beste legale achterpoortjes te vinden om de ban op wapenleveringen te omzeilen die het Congres had uitgevaardigd.
Donovan ging ook de Amerikaanse vloot inspecteren in de Stille Oceaan en bracht er een tamelijk kritisch verslag over uit. Hij reisde ook naar het Midden-Oosten en moedigde er alle regeringsleiders die hij ontmoette aan, namens Roosevelt en Churchill om zich tegen de nazi's te keren. In New York onderhield hij nauwe contacten met de vertegenwoordiger van MI6, William Stephenson. Met hem begon hij na te denken over en te ageren voor de oprichting van een Amerikaanse geheime dienst.

## Office of Strategic Services (OSS)

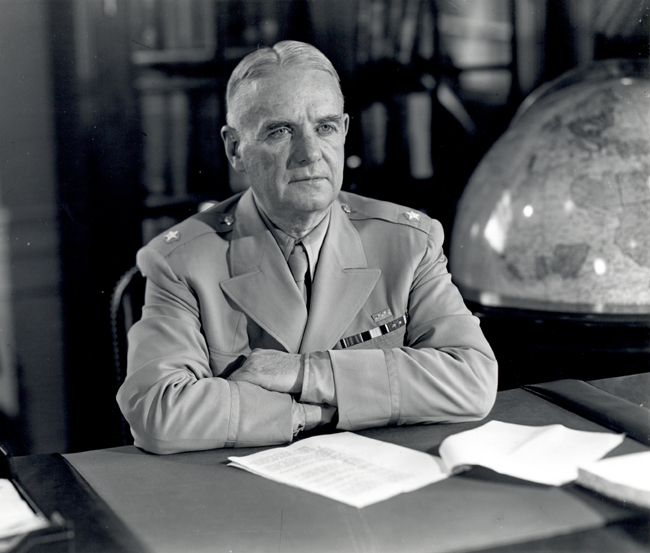
Generaal Donovan aan het hoofd van de OSS

Op 11 juli 1941 werd Donovan door Roosevelt benoemd als Coordinator of Information (COI), zes maanden voordat de Verenigde Staten, na de aanval op Pearl Harbor, zich in de oorlog stortten. Donovan stond hiermee met een reuzentaak opgezadeld. De VS had immers nog geen begin van geheime dienst. Wat van de Eerste Wereldoorlog was overgebleven, de anglofiele groep verzameld in The Room of The Black Chamber, die geheime boodschappen ontcijferde, was in 1929 afgeschaft. Instellingen zoals het leger, de FBI, het Ministerie van Buitenlandse Zaken en nog andere, hadden hun eigen op zichzelf opererende inlichtingendienst, die niet veel betekenden. Allen zagen de benoeming van Donovan als een bedreiging voor hun eigen winkel.
Het belet niet dat Donovan met grote inzet aan de organisatie van de COI begon. Kamer 3603 van het Rockefeller Center in New York werd het eerste hoofdkwartier, onder leiding van Allen Dulles. Het werd een informele organisatie, zonder veel hiërarchie en met een open geest voor om het even welk 'gek' idee van geheime operaties. Er kwam dan ook veel kritiek, onder meer van generaal George Marshall (althans aanvankelijk), maar Donovan kreeg vlug de steun van de generaals Dwight Eisenhower en George Patton.
Donovan organiseerde opleidingen voor spionage en sabotage, vormde interventiegroepen, zette geheime samenwerkingen op met internationale organisaties en met het Vaticaan en werkte actief aan het ontwerpen van wapens, camera's en bommen, geschikt voor geheime agenten. Hij rekruteerde duizenden medewerkers met de meest uiteenlopende achtergronden. zowel intellectuelen en kunstenaars als boeven, onder hen talrijke vrouwen.
In 1942 werd de COI, rechtstreeks afhangend van het Witte Huis, doorgeschoven naar de legerleiding en kreeg een nieuwer naam, de Office of Strategic Services (OSS). Donovan werd opnieuw in actieve militaire dienst opgenomen met de graad van generaal en leidde de OSS en alle operaties in Europa en Azië. Zijn agenten waren bijzonder actief in de Balkan en zowat in heel Europa plaatste hij agenten die na de oorlog zouden klaarstaan om in elk land de democratie te installeren en de Sovjets schaakmat te zetten. Het belette niet dat hij in Moskou ging praten met Vjatsjeslav Molotov, om samenwerking tussen OSS en de NKVD te bespreken. In China werden de activiteiten van de OSS bemoeilijkt, doordat Chiang Kai-shek bezwaren maakte tegen spionage binnen wat hij als zijn territorium beschouwde. Verder waren zijn agenten vooral actief in Birma, in Nieuw-Guinea, maar ook in Europa. Volgens de belangrijke historicus van het nationaalsocialisme en van de Waffen-SS, had Donovan in 1943 in Santander (Spanje) zelf een onderhoud met het hoofd van de Abwehr, admiraal Wilhelm Canaris, die hem informeerde over het verzet in Duitsland tegen de nazi's en die hem om steun vanwege de OSS vroeg.
Vanaf 1943 werden de relaties tussen de OSS en de Britse inlichtingendiensten bemoeilijkt vanwege tactische en strategische meningsverschillen, alsook door de aanzienlijke verschillen in stijl en temperament van beide diensten en van hun agenten. De Britten vonden dat de Amerikanen er een spelletje van 'cowboys en indianen' van maakten. Stewart Menzies verbood elke activiteit aan de OSS op Brits grondgebied en elk contact met diensten van de landen die in ballingschap in Londen waren gevestigd. Dit belette niet dat tegen midden 1944 de OSS elfduizend agenten telde in alle Europese landen en ook nog beroep deed op het netwerk van katholieke priesters in al die landen, die inlichtingen verschaften  aan de Vaticaanse geheime diensten, geleid door de dominicaan Felix Morlion, een jarenlange vriend van Donovan.
Op D-Day bevond Donovan zich op een van de schepen die op Normandië afstevenden. Eenmaal aan land moest hij zwichten voor de Duitse vuurwapens. Hij had gifpillen bij zich, want hij wilde in geen geval in vijandelijke handen vallen, want 'Ik weet te veel' zei hij. Hij kon uiteindelijk het hoofdkwartier van generaal Omar Bradley bereiken. Toen hij terugkeerde in Washington, kon Donovan een rechtstreeks verslag aanbieden aan Roosevelt. De maand daarop was hij in Italië en ontmoette er paus Pius XII die hem een van de belangrijkste Vaticaanse eretekens verleende, in erkenning van de samenwerking met de Vaticaanse diensten. In juli 1944 stond zijn agent in Zwitserland, Allen Dulles, in nauw contact met de samenzweerders van de Operatie Walküre.
Donovan nam ook deel aan de invasie in Zuid-Frankrijk, waarbij zijn spionagediensten een belangrijke rol speelden. Hij ging nadien weer naar Rome en ontmoette er de Duitse ambassadeur Ernst von Weizsäcker. Hij ontmoette ook maarschalk Josip Broz Tito en kort daarop had hij een conflict met Churchill vanwege de steun door de OSS gegeven aan communistische Griekse partizanen.
Toen de oorlog op zijn einde liep speelden Allen Dulles en de OSS een rol bij de overgave van de Duitse troepen in Italië. In Duitsland deed Donovan, na de overgave, agenten neerstrijken van Franse, Deense, Noorse, Poolse en andere nationaliteiten, met als opdracht de leden van de Gestapo en de SS op te sporen, die zich inspanden om zich als gewone militairen van de Wehrmacht voor te doen.
De oorlog was nog niet voorbij of er verschenen al artikelen in de Amerikaanse pers die het einde van de OSS vooropstelden, door sommigen als een "Gestapo in wording" afgeschilderd. Donovan spande zich integendeel in om een permanente inlichtingendienst op te richten. Binnen de Amerikaanse overheid ontmoette hij tegenstanders zoals FBI-directeur J. Edgar Hoover, die in zo een dienst een rechtstreekse concurrent voor de FBI vreesde. Donovan had veel bondgenoten, onder meer generaal Eisenhower, die onderstreepte dat de OSS een vitale rol had gespeeld tijdens de oorlogsoperaties. In april overleed Roosevelt. Tot zijn opvolger Harry Truman had Donovan niet dezelfde toegang en op 20 september 1945 ondertekende de nieuwe president de opheffing van de OSS en het einde van de opdracht van Donovan.
Donovan bleef nochtans actief in het vervolgen van Duitse oorlogsmisdadigers. In oktober 1943 had hij hiervoor al de eerste stappen gezet. Roosevelt had hem hierin aangemoedigd en hij begon dan ook dossiers aan te leggen op basis van de vele informaties die door de OSS werden verzameld. Toen de geallieerde rechtbanken werden georganiseerd, benoemde Truman de rechter bij het Hooggerechtshof Robert Jackson om er de Verenigde Staten als hoofdaanklager in te vertegenwoordigen. Jackson nodigde Donovan uit om hem bij te staan, toen hij vaststelde dat de OSS het enige organisatie was die van Amerikaanse zijde over informatie beschikte. Donovan bracht meer dan 170 medewerkers mee die het team van Jackson aanzienlijk versterkten. Hun rol was belangrijk bij de ontwikkeling van de Neurenbergprocessen. Donovan ondervroeg persoonlijk talrijke beklaagden, onder hen Hermann Göring. Hij slaagde er ook in de massamoord in Katyn, die de Sovjets aan de Duitsers wilden toeschrijven, van de lijst van beschuldigingen af te voeren. Het boterde echter niet tussen Jackson en Donovan. De laatste verweet aan de eerste een onvoldoende kennis en ervaring om in de rechtszaal strenge ondervragingen door te voeren. Jackson besliste uiteindelijk Donovan af te danken.

## Central Intelligence Agency (CIA)
In 1946 trok Donovan zich noodgedwongen terug. Hij hervatte zijn advocatenpraktijk en zette zich aan het schrijven van een boek (nooit beëindigd) gewijd aan de geschiedenis van de Amerikaanse inlichtingendienst vanaf het ontstaan van de Republiek. Hij reisde ook nog veel doorheen Europa en Azië. Hij zocht, zonder succes, de steun van de Republikeinen om zich kandidaat te stellen voor de Senaat.
Hij werd voorzitter van de American Committee on United Europe (ACUE), die de Europese eenheid wilde bevorderen, om het communistische gevaar te bestrijden. Vicevoorzitter was Allen Dulles en ook Walter Bedell Smith behoorde tot de bestuursleden. De voornaamste activiteit bestond erin de Europese Beweging te financieren. Ze financierde volledig de European Youth Campaign, een activiteit geleid door Joseph Retinger, Robert Schuman en Paul-Henri Spaak.
Het idee van een Amerikaanse inlichtingendienst dook weldra weer op, gelet op de stijgende spanningen met de Sovjet-Unie en het begin van de Koude Oorlog. Truman besliste tot de oprichting van een Central Intelligence Group. Donovan vond dit niet meer dan een discussiegroep die weinig zou teweegbrengen. De feiten gaven hem gelijk en al in februari 1947 waren de president en het Congres het eens en werd de veel sterker gestructureerde Central Intelligence Agency opgericht. De visie van Donovan had het dus gehaald en alhoewel Truman weigerde om hem aan het hoofd van deze nieuwe instelling te plaatsen, is hij er steeds als de echte oprichter van beschouwd. Er zijn aanwijzingen dat het zijn vijand J. Edgar Hoover was die zijn niet-benoeming bewerkstelligde. Wel namen verschillende van zijn vroegere OSS-medewerkers belangrijke functies op in het nieuw organisme: Allen Dulles, William Casey, William Colby en James Jesus Angleton. Als bevelhebbers van de Central Intelligence Group volgden zich in 1946-47 twee hogere officieren op. Van de Central Intelligence Agency werd als eerste directeur de kleurloze admiraal Roscoe Hillenkoetter (1897-1982) benoemd. 
Donovan bleef als een onafhankelijk spion verder actief, hielp informeel bij het organiseren van de CIA, lobbyde voor de benoeming van zijn vroegere medewerkers, suggereerde te voeren geheime operaties en verzamelde informatie over de toestand  achter het IJzeren Gordijn die hem langs allerhande kanalen bereikte. Truman was hierover furieus en noemde hem een opdringerige moeial. In 1950 benoemde hij, na Hillenkoetter, dan ook opnieuw Donovan niet, maar Walter Bedell Smith.
In 1952 voerde Donovan campagne voor de presidentskandidaat Dwight Eisenhower, van wie hij een hechte vriend was geworden. Eenmaal verkozen benoemde deze echter evenmin Donovan aan het hoofd van de CIA, maar wel Allen Dulles, de broer van zijn minister van buitenlandse zaken John Foster Dulles. Donovan kreeg het voorstel om ambassadeur in Frankrijk te worden, maar weigerde dit. Hij aanvaardde wel een ambassadeurschap in Thailand, waar hij meende een rol te kunnen spelen in het kader van de Koude Oorlog. Hij bekleedde de post vanaf september 1953 en vanuit Thailand interesseerde hij zich vooral aan Vietnam, waar het communisme vooruitgang maakte. Hij werkte verder mee aan het organiseren van CIA-teams in heel Zuidoost-Azië. In augustus 1954 nam hij ontslag.
Hij hernam zijn activiteiten als advocaat. Eisenhower benoemde hem tot voorzitter van de People to People Foundation, die zich inzette voor internationale uitwisselingen. Hij gaf nog tijd aan een paar andere initiatieven en in 1956 haalde hij, ter gelegenheid van de Hongaarse Opstand, een belangrijk bedrag op ten gunste van Hongaarse vluchtelingen.

## Overlijden

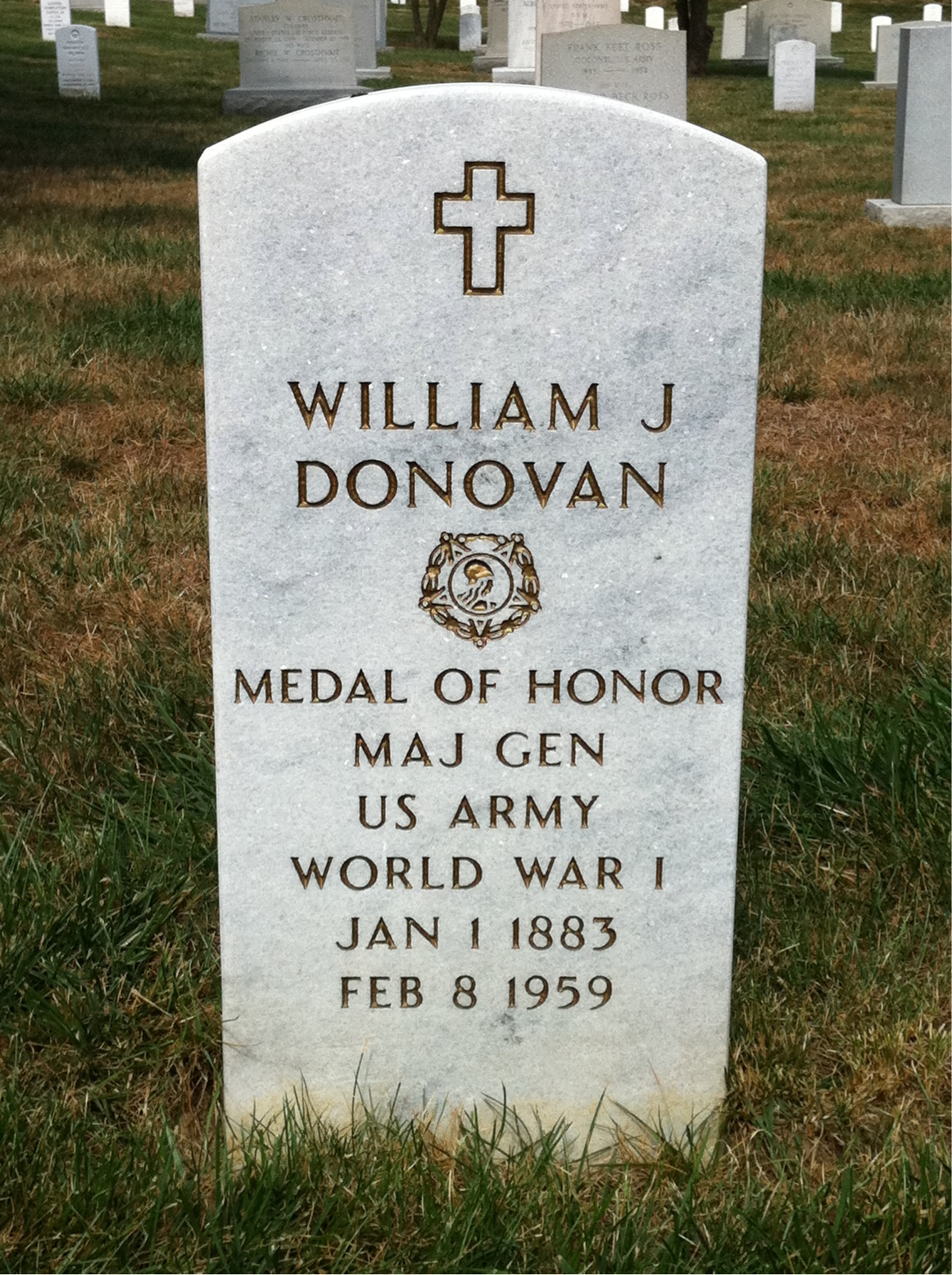
Graftombe van William Donovan

Donovan ondervond vanaf 1954 de eerste tekenen van alzheimer. Hij overleed aan de ziekte in 1959. Hij werd bijgezet op de nationale begraafplaats van BirmaArlington bij Washington.
Hij werd geëerd door de CIA als de echte stichter van het agentschap. Het advocatenkantoor dat hij had gesticht, bleef actief tot in 1998. Zijn woning, Chapel Hill in Berryville (Virginia), een landhuis dat hij in 1938 aankocht en restaureerde, werd in 2004 ingeschreven op de lijst van historische gebouwen in de VS.